# Dăržavno părvenstvo po futbol 1929
Il Dăržavno părvenstvo po futbol 1929 fu la quinta edizione della massima serie del campionato di calcio bulgaro concluso il 3 ottobre 1929 con la vittoria del Botev Plovdiv, al suo primo titolo.

## Formula
Venne disputata una fase regionale in cui ognuno dei tredici raggruppamenti (okrazhni sportni oblasti) organizzò un proprio campionato con la vincente qualificata alla fase nazionale.
Tre regioni non terminarono il proprio girone entro il tempo imposto dalla federazione e le partecipanti alla fase finale furono pertanto dieci.
La competizione nazionale si svolse ad eliminazione diretta con gare di sola andata.

## Squadre partecipanti
| Squadra                 | Città        | Stadio | Federazione regionale |
| ----------------------- | ------------ | ------ | --------------------- |
| Shipchenski sokol Varna | Varna        |        | Varna                 |
| Han Omurtag Shumen      | Šumen        |        | Šumen                 |
| Rakovski Ruse           | Ruse         |        | Ruse                  |
| Chardafon Gabrovo       | Gabrovo      |        | Tărnovo               |
| Levski Pleven           | Pleven       |        | Pleven                |
| Non terminato           |              |        | Vraca                 |
| Maria Luisa Lom         | Lom          |        | Lom                   |
| Levski Sofia            | Sofia        |        | Sofia                 |
| Non terminato           |              |        | Kjustendil            |
| Botev Plovdiv           | Plovdiv      |        | Plovdiv               |
| Non terminato           |              |        | Haskovo               |
| Trayana Stara Zagora    | Stara Zagora |        | Stara Zagora          |
| Levski Burgas           | Burgas       |        | Primorsko             |

## Fase finale

### Primo turno
| Squadra 1               | Risultato | Squadra 2            |
| ----------------------- | --------- | -------------------- |
| Shipchenski sokol Varna | 5 - 0     | H. Omurtag Šumen     |
| Rakovski Ruse           | 3 - 2     | Chardafon Gabrovo    |
| Levski Pleven           | 2 - 0     | Maria Luisa Lom      |
| Levski Burgas           | 3 - 1     | Trayana Stara Zagora |

### Secondo turno
| Squadra 1               | Risultato | Squadra 2     |
| ----------------------- | --------- | ------------- |
| Shipchenski sokol Varna | 2 - 0     | Rakovski Ruse |
| Levski Sofia            | 2 - 0     | Levski Pleven |
| Botev Plovdiv           | 3 - 1     | Levski Burgas |

### Semifinali
Il Levski fu ammesso direttamente alla finale.
| Squadra 1     | Risultato | Squadra 2               |
| ------------- | --------- | ----------------------- |
| Botev Plovdiv | 3 - 1     | Shipchenski sokol Varna |

### Finale
| Sofia 3 ottobre 1929 | Levski Sofia | 0 – 1 | Botev Plovdiv |  |

## Verdetti
- Botev Plovdiv Campione di Bulgaria